# Sperrstelle Ova Spin

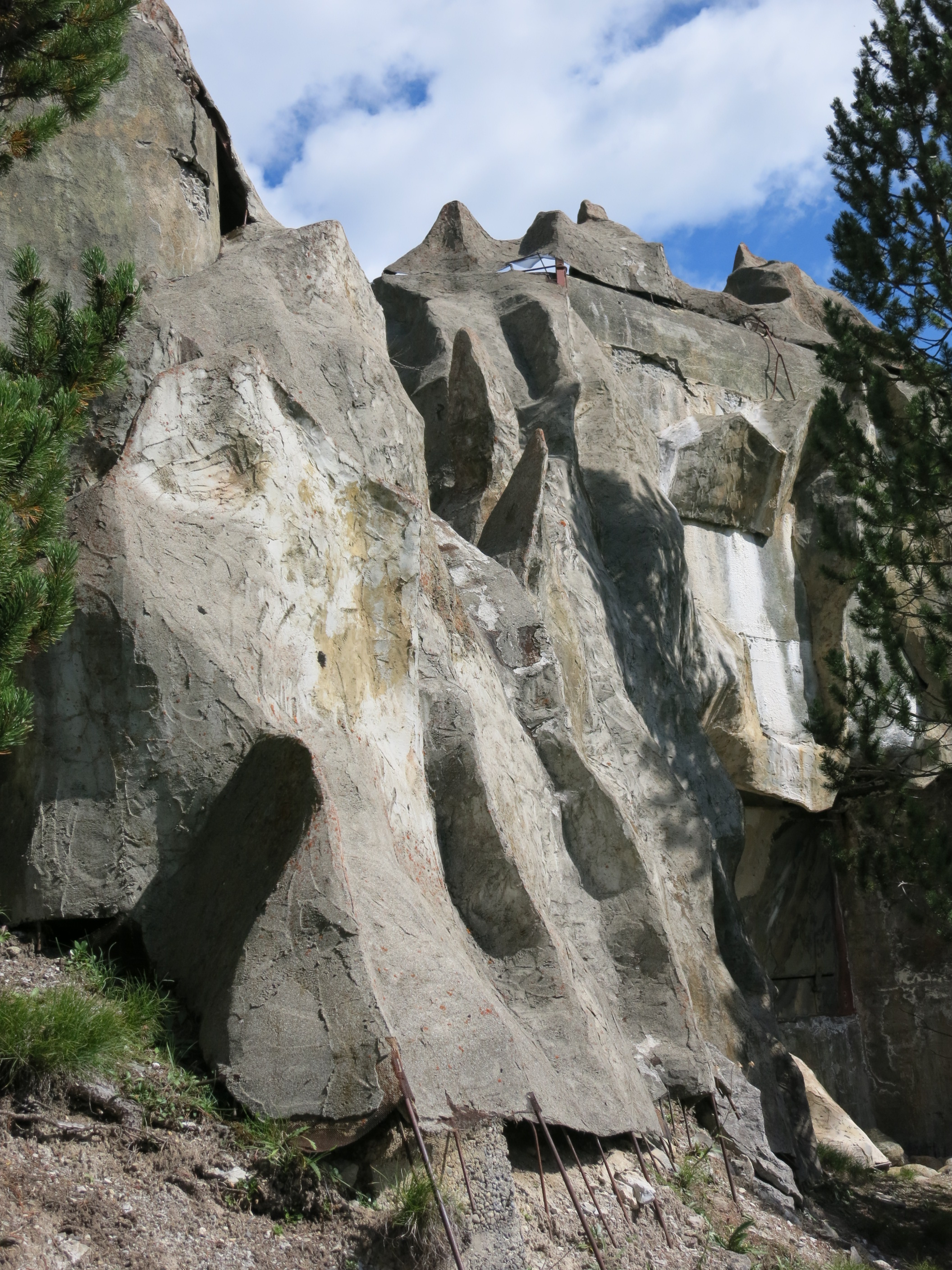
Infanteriebunker Ova Spin Nord A 7634

Die Sperrstelle Ova Spin (Armeebezeichnung Sperre Nr. 1260) war eine Verteidigungsstellung der Schweizer Armee an der Ofenpassstrasse beim Weiler Ova Spin, an der Grenze zum Nationalpark.
Die ab 1933 restaurierte und ergänzte Sperre gilt als militärhistorisches Denkmal von nationaler Bedeutung. Die Sperrstelle gehörte zur Grenzbrigade 12.

## Sperrstelle Ova Spin

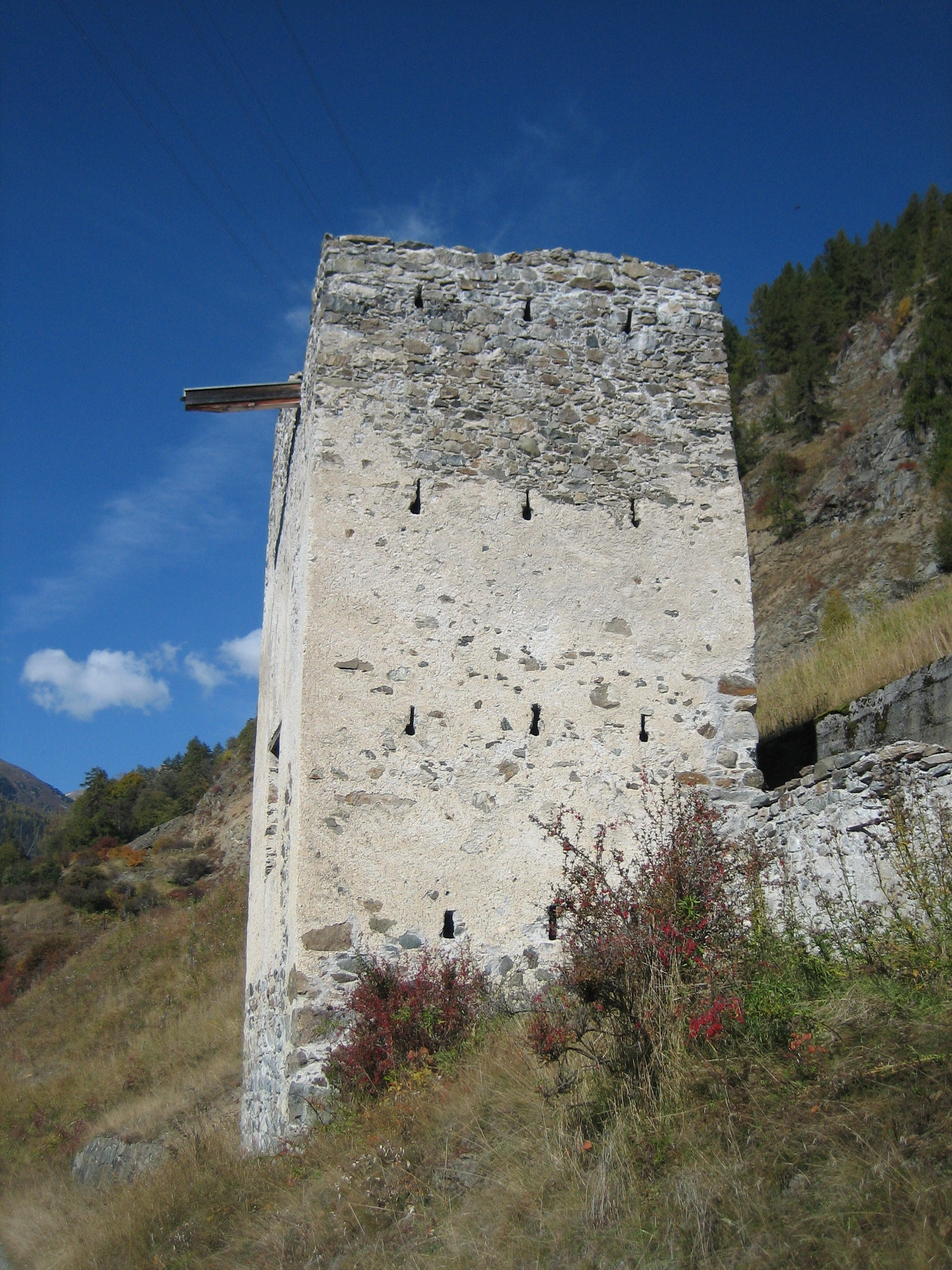
Letziturm La Serra, Feindseite

Spätestens seit dem 15. Jahrhundert gibt es die ursprünglich 130 Meter lange Talsperre La Serra an der Ofenpassstrasse oberhalb von Zernez zur Abwehr von Feinden, die von Süden her über den Ofenpass ins Engadin vordringen wollten.⊙
Beim Weiler Ova Spin waren im Ersten Weltkrieg Infanteriebefestigungen (Schützengräben und Betonbunker) erstellt worden. Ab 1933 wurden einzelne alte Betonbauten in Stand gestellt und in das Dispositiv des Zweiten Weltkrieges übernommen.
Ab 1938 wurde die Sperre mit zwei Infanteriebunkern und Tankbarrikaden versehen und 1940 erfolgte der Bau weiterer Bunker und Unterstände. In der Nachkriegszeit wurde die Stellung mit modernen Schutzbauten und 1977 mit einem 8,1-cm-Festungsminenwerfer 1956/60 ergänzt. Die beiden Hauptwerke wurden als mittelalterliche Burgruine (Ova Spin Strasse A 7632) und als wild gezackter Felsvorsprung (Ova Spin Nord A 7634) getarnt. Ersteres wirkte auf die Panzersperre, auf Ova Spin Nord (A 7634) und das Sprengobjekt der Ofenpassstrasse, letzteres in Richtung Ova Spin Strasse (A 7632), nach vorne auf die Ofenpassstrasse und nach Brastuoch (A 7636).
- Pak-Bunker Ova Spin Strasse A 7632: Infanteriekanone, später 9-cm-Pak, 2 Mg ⊙
- Infanteriebunker Ova Spin Strasse A 7633: 2 Mg ⊙
- Infanteriebunker Ova Spin Nord A 7634: 3 Mg ⊙
- Mg-Stand Ova Spin Strasse A 7635: 2 Mg ⊙

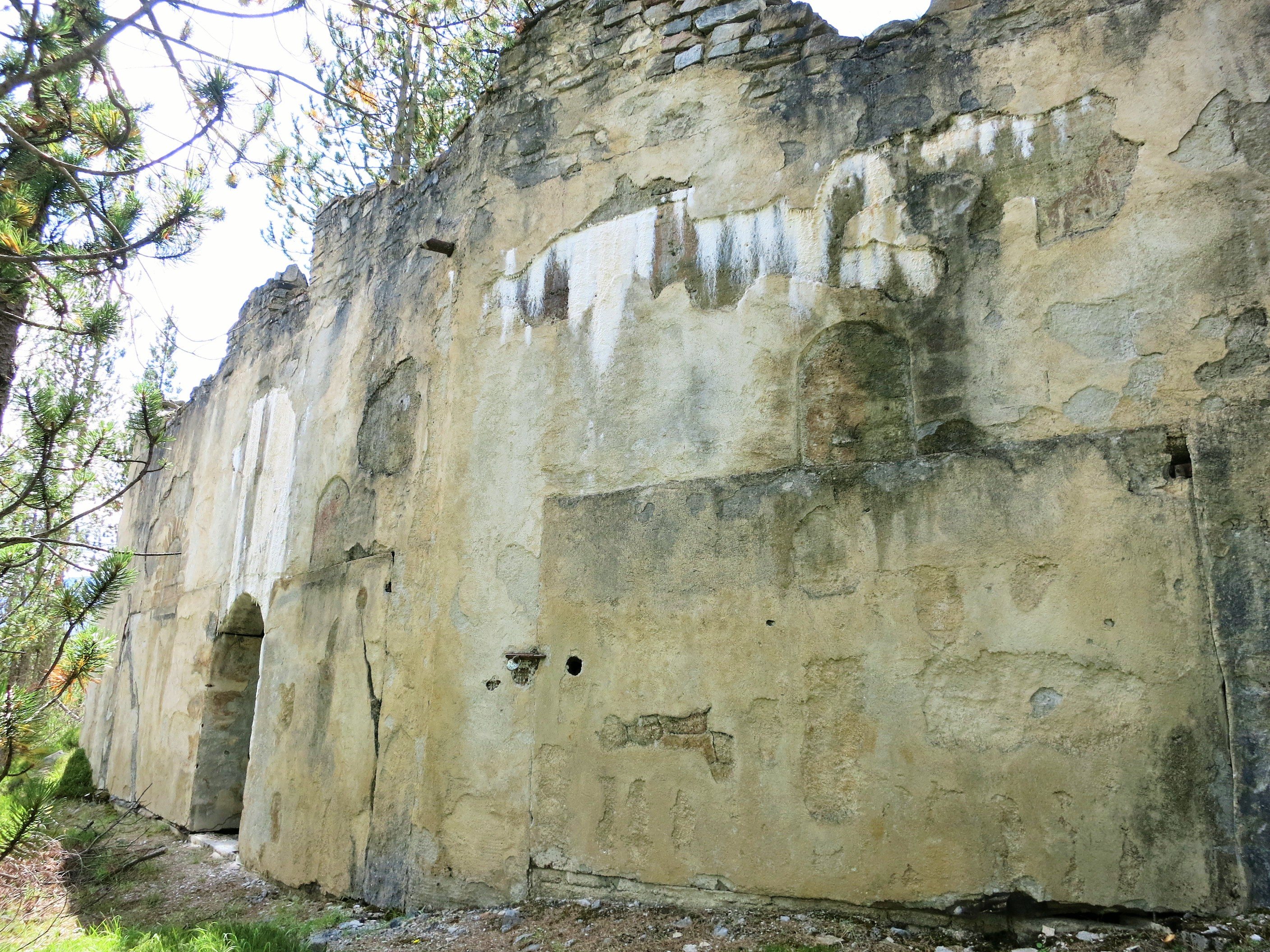
Pak-Bunker Ova Spin Strasse A 7632
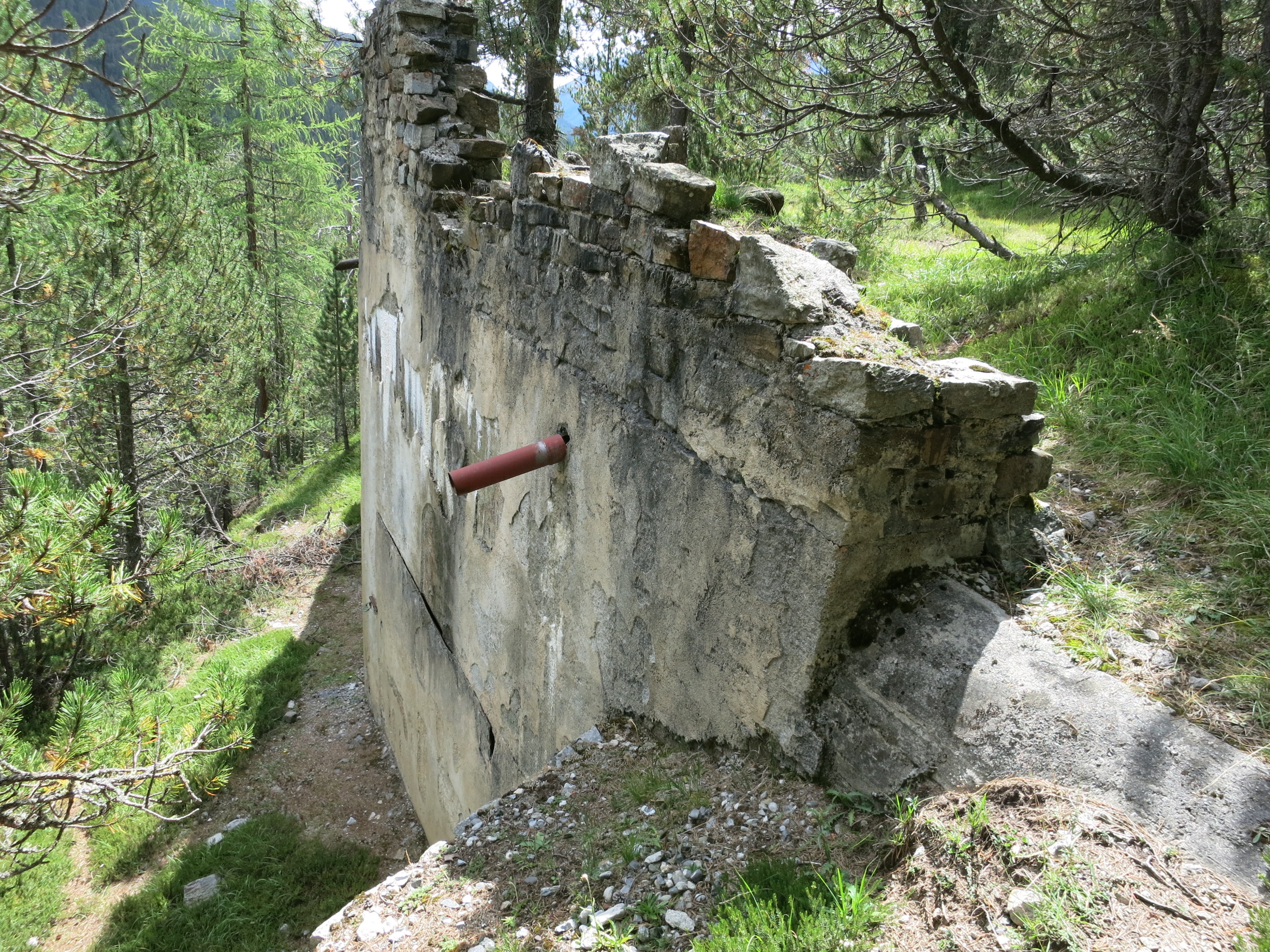
Pak-Bunker Ova Spin Strasse A 7632 von oben
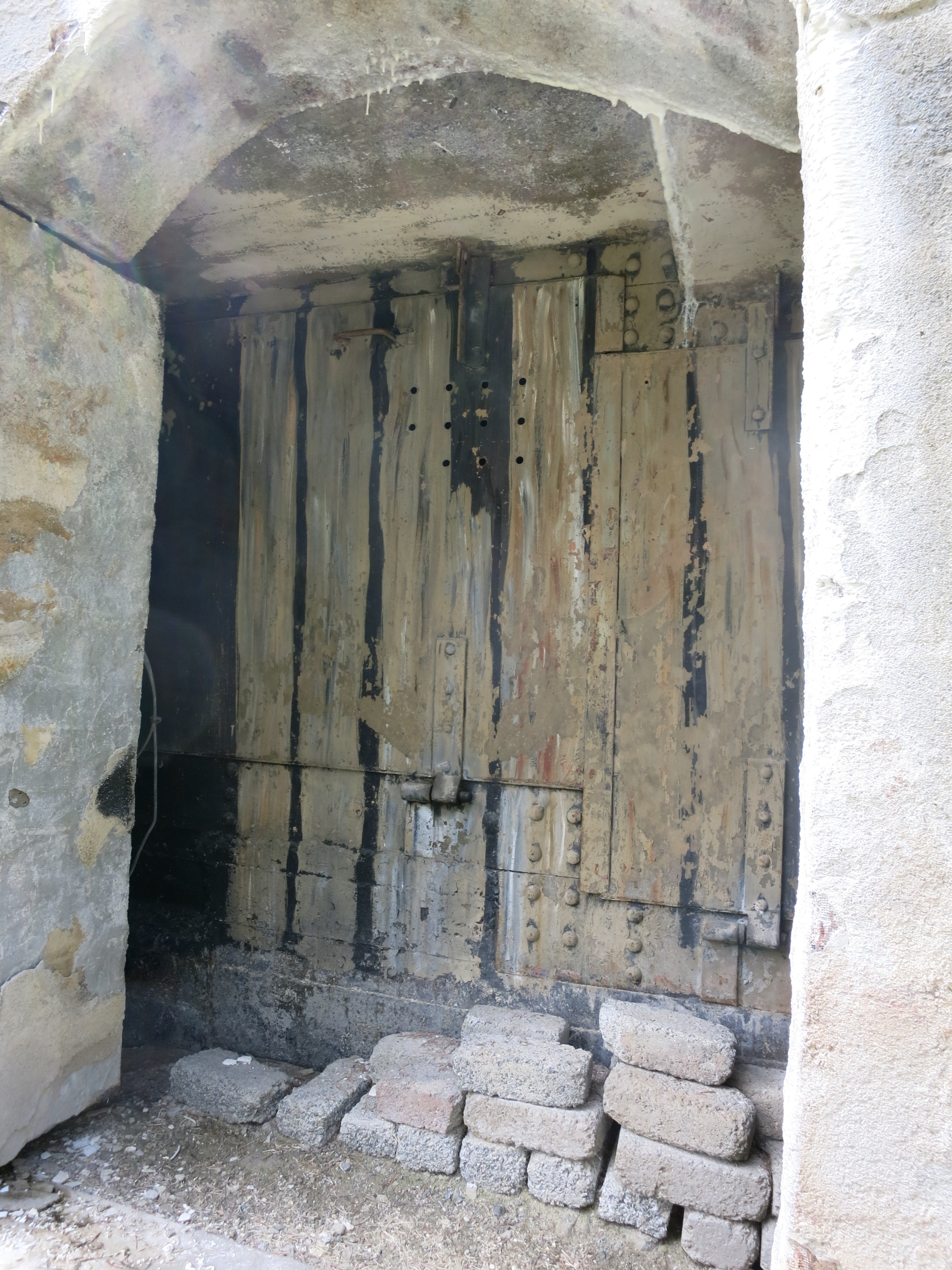
Pak-Bunker Scharte
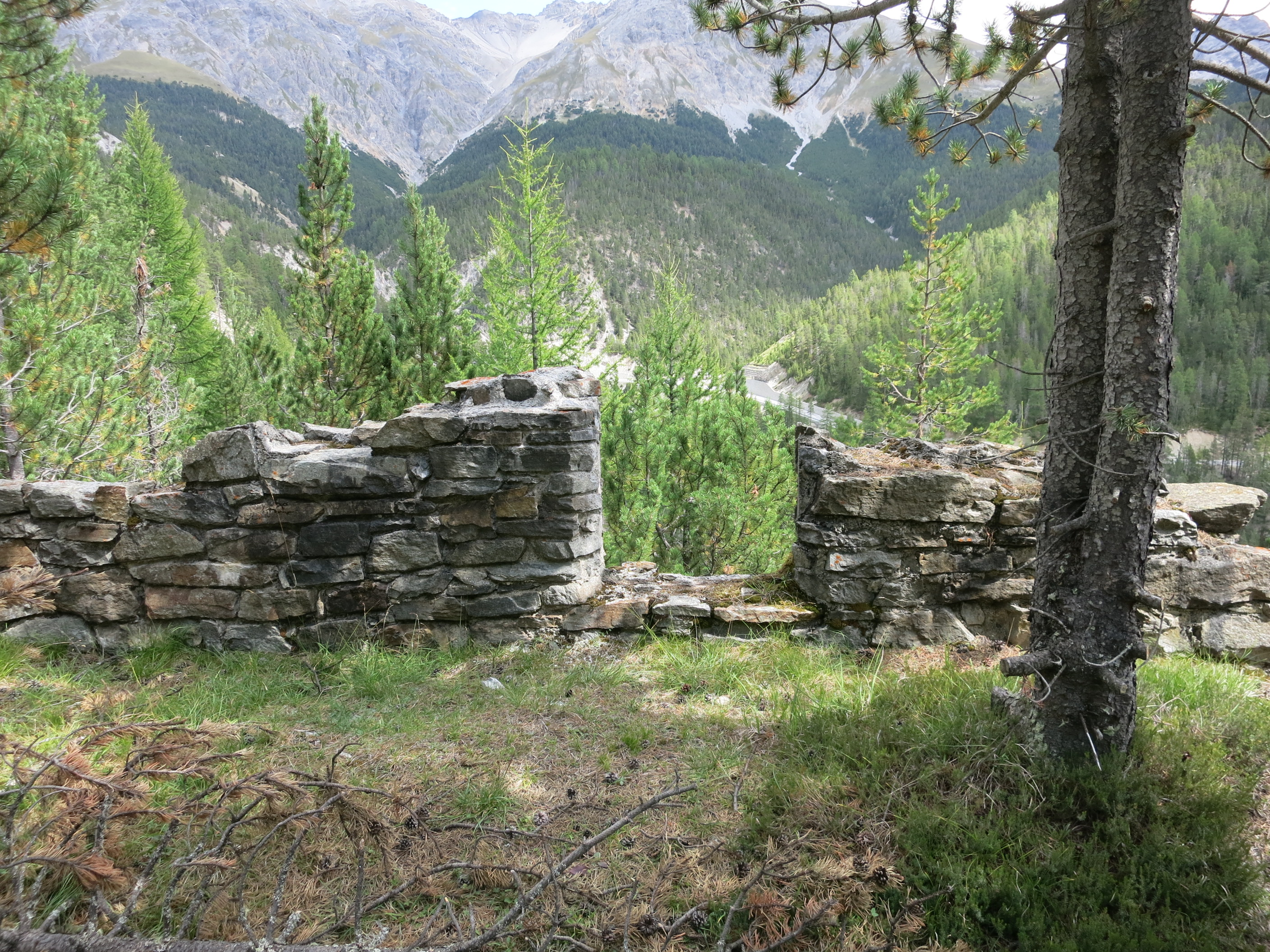
Pak-Bunker Abdeckung

- Infanteriebunker Brastuoch A 7636: Mg	⊙
- Artillerieunterstand A 7637 ⊙
- Infanteriebunker A 7658: 2 8,1-cm-Festungsminenwerfer	⊙
- Artilleriebunker Ova Spin A 7659: 8.4-cm-Kanone ⊙
- Sprengobjekt SprO Ofenpassstrasse ⊙ [3]
- Atomschutzbunker ASU	⊙
- Militärseilbahn MSB Bergstation Sockel

⊙

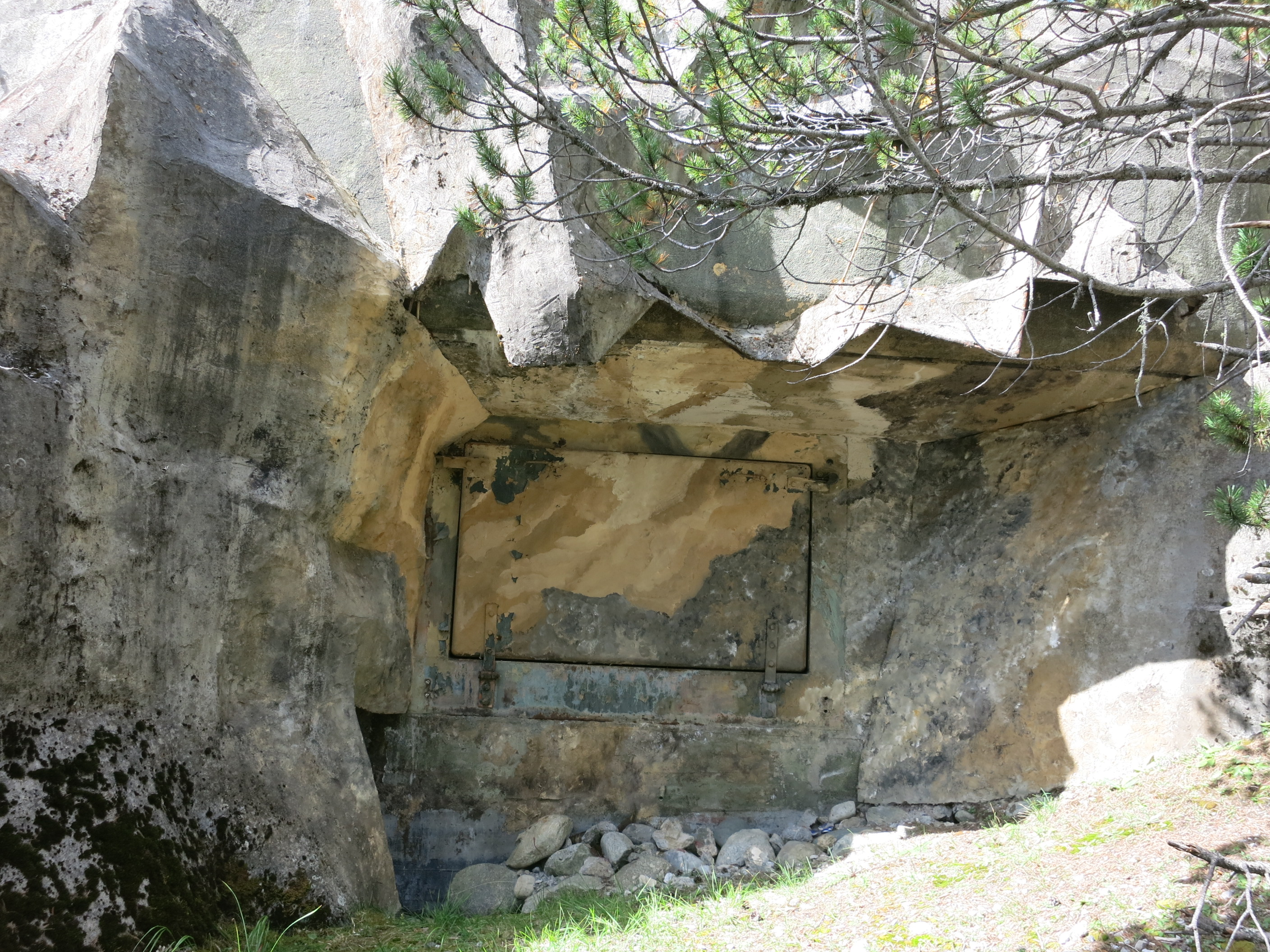
Infanteriebunker Ova Spin Nord A 7634: Scharte
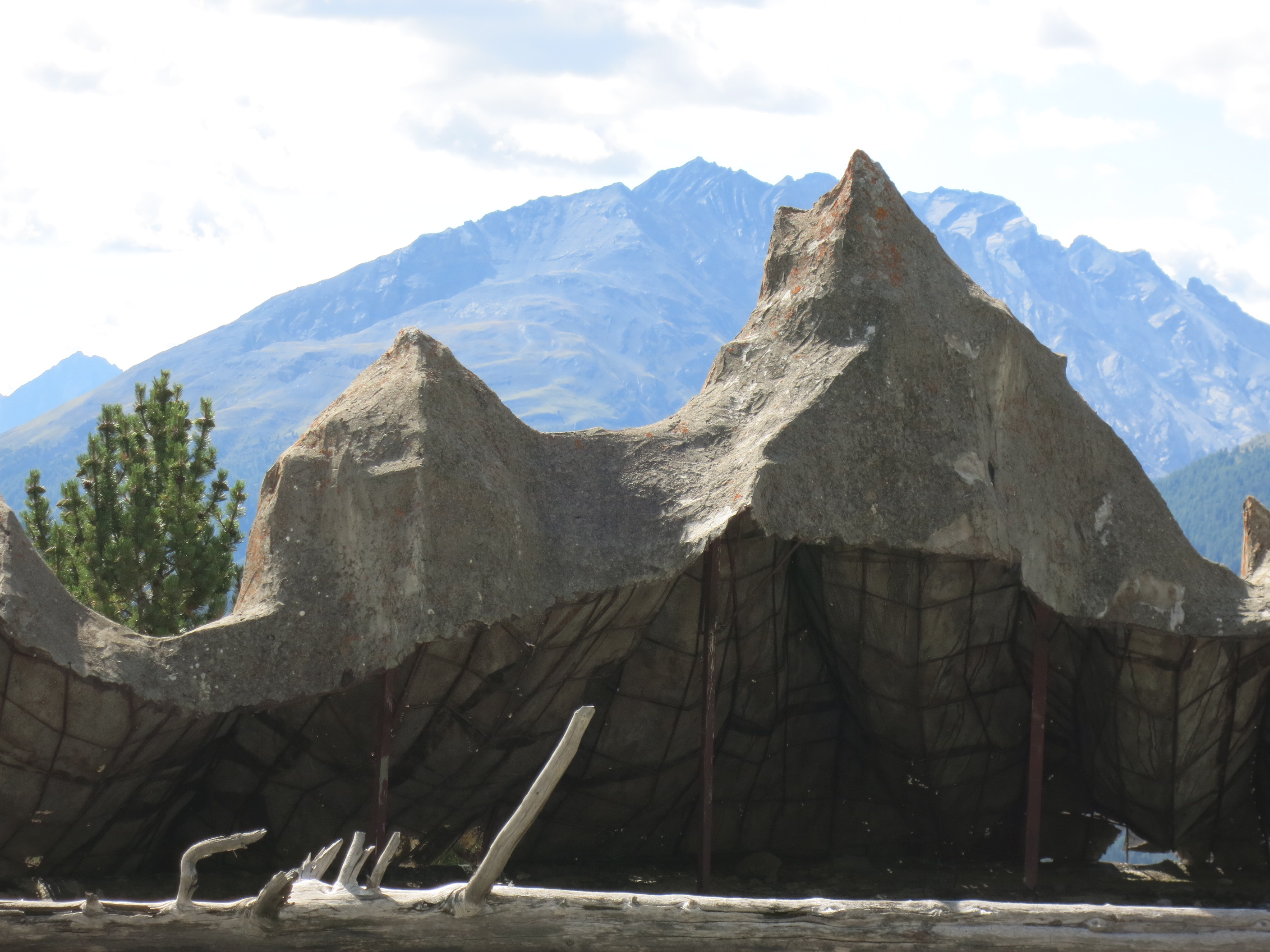
Infanteriebunker Ova Spin Nord A 7634: Tarnung
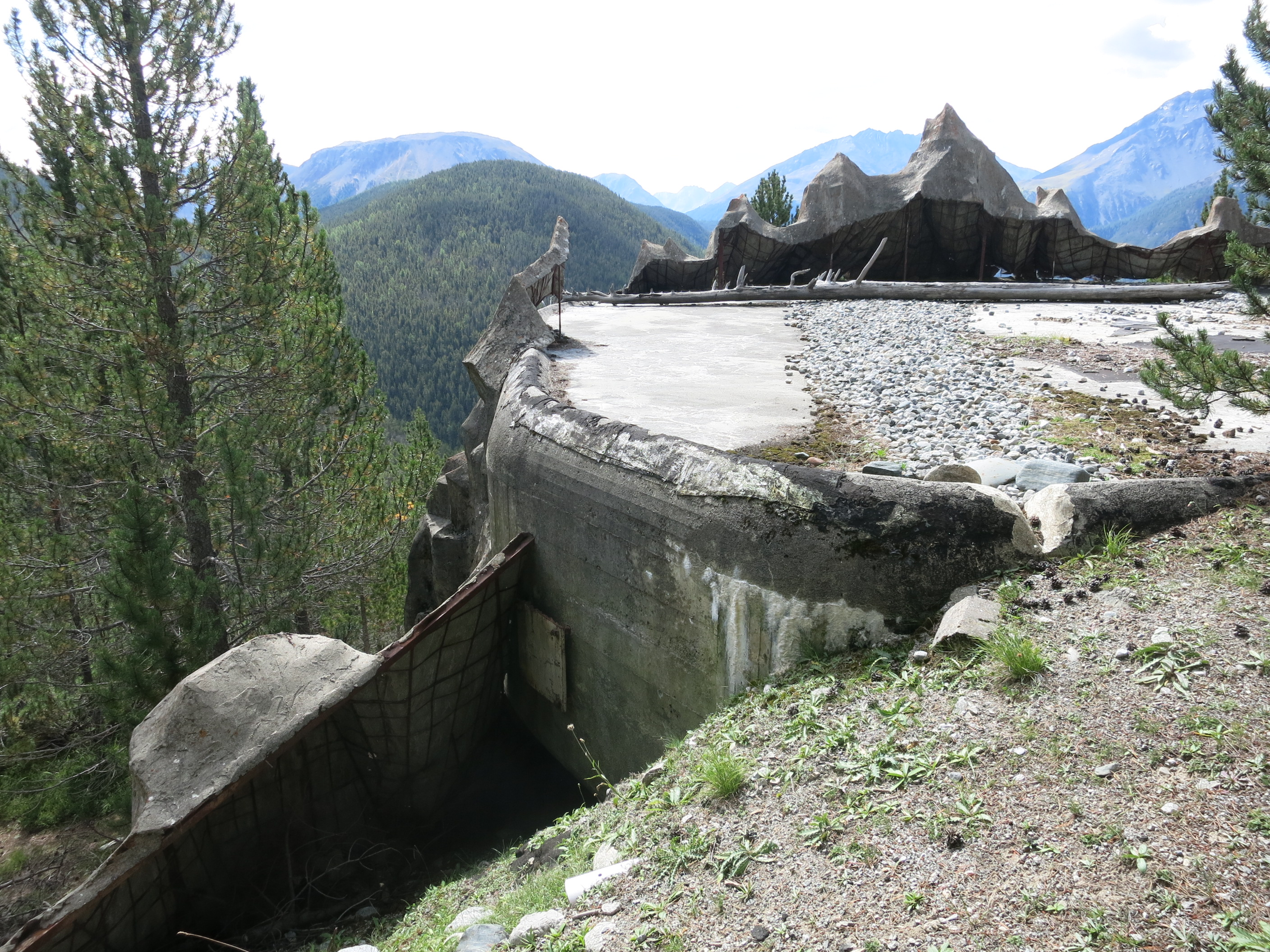
Infanteriebunker Ova Spin Nord A 7634: Abdeckung
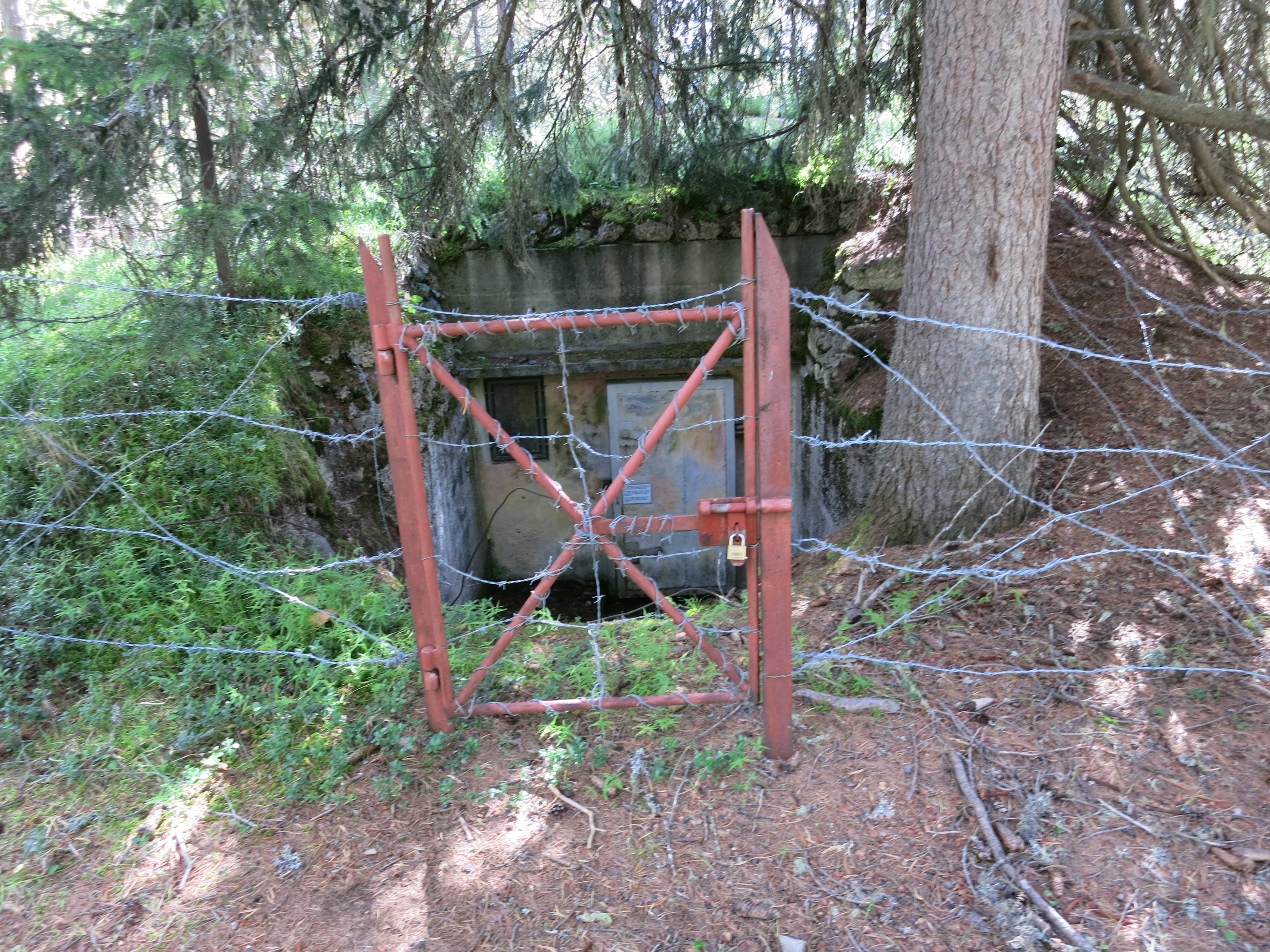
Artilleriebunker Ova Spin A 7659

## Sperrstelle Susch-Zernez

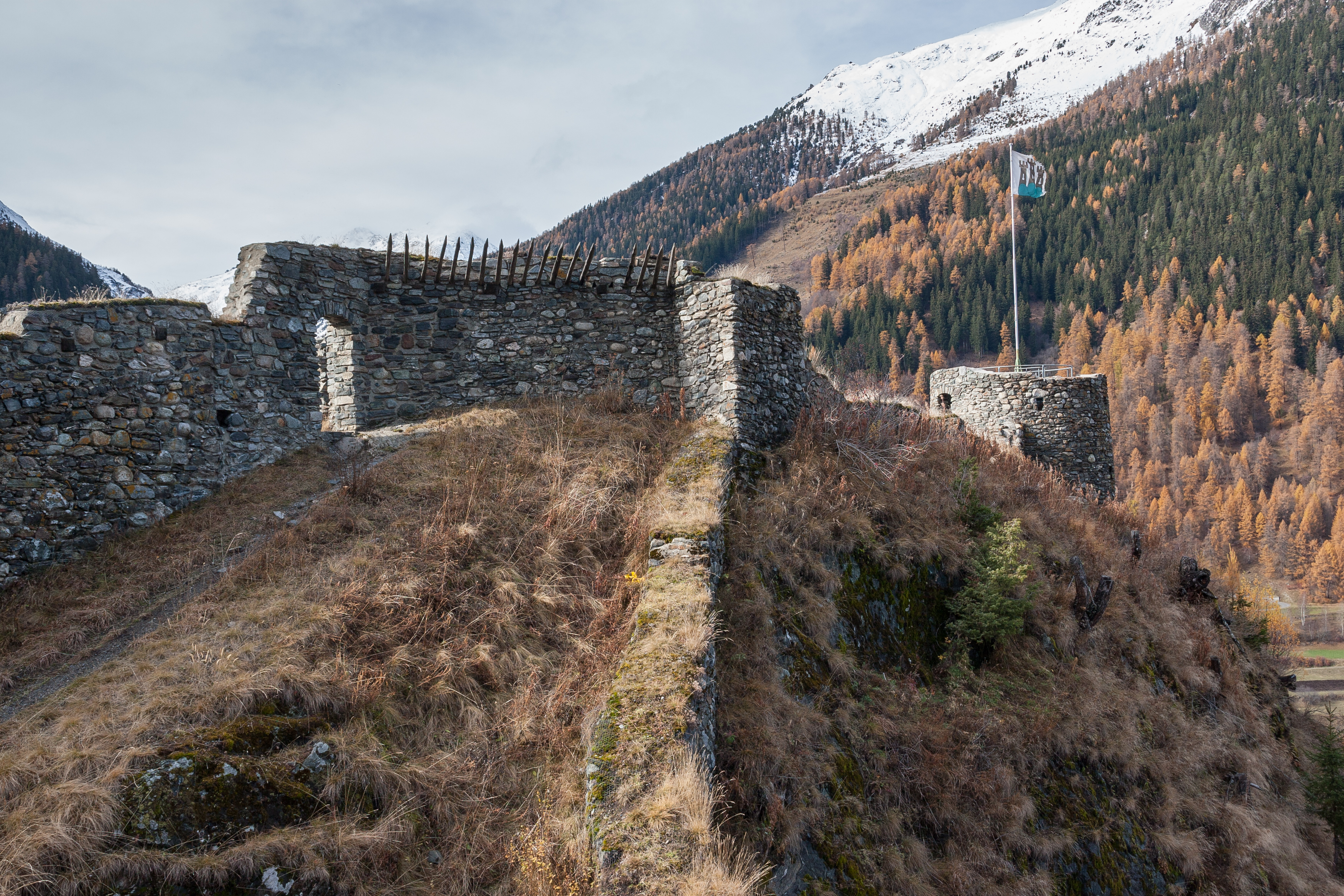
Ruine Festung Rohan, Susch

Im dreissigjährigen Krieg während den Bündner Wirren liess Henri II. de Rohan östlich von Susch die Höhenburg Fortezza Rohan zur Rückendeckung gegen die Spanier und Österreicher bauen.⊙
Während des Zweiten Weltkriegs und des Kalten Krieges (Armee 61) hatte die Sperrstelle Susch/Süss-Zernez (Armeebezeichnung Nr. 1259) die Talenge zwischen Susch und Zernez sowohl gegen Angreifer von Norden, die die Sperrstelle Lavin (Nr. 1252) durchbrochen hätten, als auch gegen solche von Süden, die aus dem Münstertal über den Ofenpass vorgedrungen wären, zu sperren. Die Teilsperre Susch/Murtèra (Nr. 1251) und die Sperrstelle Flüelapass (Nr. 1249) hatten einen Vorstoss von Süden über den Flüelapass nach Davos zu verhindern.

### Teilsperre Zernez/Crastatscha
Ab 1940 begann das Baubüro der Gebirgsbrigade 12 (Geb Br 12) Stellungen und Sperren in der Tiefe zu projektieren. Nachdem die Einfallsachsen von Osten (Unterengadin) und Süden (Münstertal) bereits durch das Büro für Befestigungsbauten (BBB) gesperrt worden waren, projektierte die Geb Br 12 die rückgelagerte Sperre Crastatscha, welche im Herbst 1940 durch private Baufirmen errichtet wurde.
Die Teilsperre Crastatscha (Armeebezeichnung Nr. 1259) besteht aus drei Abschnitten, den Werken Güstizia, Crastatscha und Clüs:
Die Werke Güstizia links (A 7621) und rechts (A 7620) hatten den nördlichen Eingang der Talenge zu sperren.
Das Hauptwerk Crastatscha links (A 7923) hatte mit einer Panzer-Bunkerkanone, einem Maschinengewehr und einem Leichten Maschinengewehr auf das Panzerhindernis zu wirken, das die gesamte Talenge durchzieht. Im Flussbett des Inns sollte eine Flusssperre aus Drahtseilen, einen Vorstoss durch das Flussbett verhindern (Betonsockel für die Befestigung der Stahlseile sind noch vorhanden). Das Hauptwerk hat zwei Gegenwerke, auf der gegenüberliegenden Talseite Crastatscha rechts (A 7622) und etwas südlicher Sparsa (A 7625). Die Sperre auf der rechten Talseite wurde später mit einem Unterstand (A 7624) für eine mobile Infanteriekanone ergänzt. Mit der Armee 61 wurden zahlreichen Verstärkungen (Sprengobjekt Strasse, Unterstände, Rgt KP aus VOBAG Betonfertigelementen) erstellt.
Eine Umgehung der Sperre Crastatscha auf der Ostseite über den etwas höher gelegenen Sattel von Clüs sollte durch die Werke Clüs links (A 7627) und Clüs rechts (A 7626) verhindert werden.
- Kaverne Güstizia rechts A 7620: 1938 Mg, 8 Mann ⊙
- Kaverne Güstizia links A 7621: 1938 Mg, 8 Mann ⊙
- Kaverne Crastatscha rechts A 7622: 1938 Pak, Mg, Lmg, 12 Mann	⊙
- Kaverne Crastatscha links A 7923: 1938 Lmg, 7 Mann ⊙
- Infanteriekanonen Ik Stellung A 7624	⊙
- Kaverne Sparsa A 7625: 1938 Mg, 8 Mann ⊙
- Kaverne Clüs rechts A 7626: 1938 Lmg, 7 Mann ⊙
- Kaverne Clüs links A 7627: 1938 Lmg, 7 Mann ⊙
- Unterstand A 7629
- GPH Crastatscha T 4025 mit Flusssperre	⊙
- Regimentskommandoposten Rgt KP Crastatscha F 12048 ⊙
- Sprengobjekt SprO Strasse	⊙
- Kommandoposten, Keller ehemaliges Nationalparkhaus (Füs Bat 242)		⊙[5]

### Teilsperre Susch/Murtèra
Die Teilsperre Susch/Murtèra (Armeebezeichnung Nr. 1251) hatte als erste, vorgelagerte Sperre an  der Flüelastrasse die Aufgabe, nach einem Durchbruch der Sperre Zernez/Crastatscha, einen feindlichen Vorstoss von Süden her über den Flüelapass nach Davos zu verhindern. Das Baubüro der Gebirgsbrigade 12 liess ab Herbst 1940 bei Murtera eine vorgelagerte Sperre mit zwei MG-Kavernen errichten, um die Hauptsperre an der Flüelapass mit einer Vorsperre zu ergänzen. Diese sollte eine Umgehung der Sperre via Val Grialetsch durch Infanterie verhindern. Der in den 1970er Jahren erstellte 8,1-cm-Festungsminenwerfer wurde so platziert, dass er mit seinem Feuer auf die Sperrstellen Lavin und Crastatscha wirken konnte.
- Infanteriebunker Susch West A 7616: zwei 8,1-cm-Festungsminenwerfer 1956/60 ⊙
- Felsenwerk Murtera Nord A 7630: 2 Mg ⊙
- Felsenwerk Murtera Süd A 7631: 2 Mg ⊙
- Infanteriebunker A 7617 ⊙[6]

## Sperrstelle Flüelapass
Der 1867 erstellte Flüelapass bildet die kürzeste Strassenstrecke zwischen dem Rheintal und dem Unterengadin. Der Pass sollte wie der Splügen, Julier und Albula nachhaltig bis zum Aufmarsch der Armee gesperrt werden. Das Büro für Befestigungsbauten (BBB) erstellte ab Mai 1938 die Sperre an der Brücke Chanta Sura,  das Hauptwerk Flüela rechts (A 7701), das Gegenwerk Flüela links (A 7702) sowie eine Infanteriekanone beim A 7701.
Die Sperrstelle Flüela (Armeebezeichnung Nr. 1249) der Gebirgsdivision 12 (vor 1962 Gebirgsbrigade 12) befindet sich östlich des Flüelapasses. Sie hatte die Aufgabe als Hauptsperre an der Flüelastrasse, einen feindlichen Vorstoss von Süden her zu verhindern. Mit der Armee 61 bestand sie aus vier Kampfwerken, einem 8,1-cm-Festungsminenwerfer 1956/60 (Baujahr 1966), Sprengobjekten (Spr O) und zahlreichen Kugelbunkern (Kubu) und Unterständen. Vom Hauptwerk (Flüela rechts A 7701) konnten etwa drei Kilometer der Passstrasse überblickt werden. Sein Gegenwerk war Flüela links A 7702, das mit zwei Maschinengewehren ausgerüstet war. Die Kaverne Pradadaint A 7615 liegt alleine über dem Ausgang des Grialetschtales. Der GPH Chant Sura besteht in Form von Natursteinblöcken. Die restlichen Infrastrukturen wurden 2010 ausgebaut.
- Kaverne Pradadaint A 7615: Baujahr 1938, Mg 51, 8 Mann ⊙
- Kaverne Chant Sura Kehren A 7700: 1938, Mg 51, 8 Mann ⊙
- Kaverne Flüela Rechts (Hauptwerk) A 7701: 1938, Ik/Pak, 3 Mg 51, Beob, 20 Mann ⊙
- Kaverne Flüela Links A 7702: 1938, 2 Mg 51, 12 Mann ⊙
- Kaverne Chant Sura A 7756: 2 8,1-cm Fest Mw ⊙
- GPH Chant Sura ⊙
- Felsen Atomschutzunterstand ASU, auf 2420 m ⊙[7]